# UEFA Champions League slutspil 2011-12
UEFA Champions League 2011-12 slutspil var de afgørende kampe i UEFA Champions League 2011-12. Kampene startede den 14. februar og sluttede med finalen den 19. maj 2012 på Allianz Arena i München.

## Lodtrækning
Alle lodtrækninger foregik i UEFA's hovedkvarter i Nyon, Schweiz.
| Runde        | Lodtrækningsdato og tidspunkt date and time | Første kamp                            | Retur kamp                             |
| ------------ | ------------------------------------------- | -------------------------------------- | -------------------------------------- |
| Anden runde  | 16. december 2011 12:00                     | 14.-15. & 21.–22. februar 2012         | 6.-7. & 13.–14. marts 2012             |
| Kvartfinaler | 16. marts 2012 12:00                        | 27.–28. marts 2012                     | 3.–4. april 2012                       |
| Semifinaler  | 16. marts 2012 12:00                        | 17.–18. april 2012                     | 24.–25. april 2012                     |
| Finale       | 16. marts 2012 12:00                        | 19. maj 2012 på Allianz Arena, München | 19. maj 2012 på Allianz Arena, München |

## Overblik
|  | Ottendedelsfinaler | Ottendedelsfinaler | Ottendedelsfinaler | Ottendedelsfinaler |       |           | Kvartfinaler | Kvartfinaler | Kvartfinaler | Kvartfinaler |  |                | Semifinaler | Semifinaler | Semifinaler | Semifinaler |                |       | Finale | Finale |
|  |                    |                    |                    |                    |       |           |              |              |              |              |  |                |             |             |             |             |                |       |        |        |
|  | Marseille (u)      | 1                  | 1                  | 2                  |       |           |              |              |              |              |  |                |             |             |             |             |                |       |        |        |
|  | Internazionale     | 0                  | 2                  | 2                  |       |           |              |              |              |              |  |                |             |             |             |             |                |       |        |        |
|  | Internazionale     | 0                  | 2                  | 2                  |       | Marseille | 0            | 0            | 4            |              |  |                |             |             |             |             |                |       |        |        |
|  |                    |                    |                    |                    |       | Marseille | 0            | 0            | 4            |              |  |                |             |             |             |             |                |       |        |        |
|  |                    | Bayern München     | 2                  | 2                  | 4     |           |              |              |              |              |  |                |             |             |             |             |                |       |        |        |
|  | Basel              | Bayern München     | 2                  | 2                  | 4     | 1         | 0            | 1            |              |              |  |                |             |             |             |             |                |       |        |        |
|  | Basel              |                    |                    |                    |       | 1         | 0            | 1            |              |              |  |                |             |             |             |             |                |       |        |        |
|  | Bayern München     | 0                  | 7                  | 7                  |       |           |              |              |              |              |  |                |             |             |             |             |                |       |        |        |
|  | Bayern München     | 0                  | 7                  | 7                  |       |           |              |              |              |              |  | Bayern München | 2           | 1           | 3 (3)       |             |                |       |        |        |
|  |                    |                    |                    |                    |       |           |              |              |              |              |  | Bayern München | 2           | 1           | 3 (3)       |             |                |       |        |        |
|  |                    | Real Madrid        | 1                  | 2                  | 3 (1) |           |              |              |              |              |  |                |             |             |             |             |                |       |        |        |
|  | Lyon               | Real Madrid        | 1                  | 2                  | 3 (1) | 1         | 0            | 1 (3)        |              |              |  |                |             |             |             |             |                |       |        |        |
|  | Lyon               |                    |                    |                    |       | 1         | 0            | 1 (3)        |              |              |  |                |             |             |             |             |                |       |        |        |
|  | APOEL              | 0                  | 1                  | 1 (4)              |       |           |              |              |              |              |  |                |             |             |             |             |                |       |        |        |
|  | APOEL              | 0                  | 1                  | 1 (4)              |       | APOEL     | 0            | 2            | 2            |              |  |                |             |             |             |             |                |       |        |        |
|  |                    |                    |                    |                    |       | APOEL     | 0            | 2            | 2            |              |  |                |             |             |             |             |                |       |        |        |
|  |                    | Real Madrid        | 3                  | 5                  | 8     |           |              |              |              |              |  |                |             |             |             |             |                |       |        |        |
|  | CSKA Moskva        | Real Madrid        | 3                  | 5                  | 8     | 1         | 1            | 2            |              |              |  |                |             |             |             |             |                |       |        |        |
|  | CSKA Moskva        |                    |                    |                    |       | 1         | 1            | 2            |              |              |  |                |             |             |             |             |                |       |        |        |
|  | Real Madrid        | 1                  | 4                  | 5                  |       |           |              |              |              |              |  |                |             |             |             |             |                |       |        |        |
|  | Real Madrid        | 1                  | 4                  | 5                  |       |           |              |              |              |              |  |                |             |             |             |             | Bayern München | 1 (3) |        |        |
|  |                    |                    |                    |                    |       |           |              |              |              |              |  |                |             |             |             |             |                | 1 (3) |        |        |
|  |                    | Chelsea (s)        | 1 (4)              |                    |       |           |              |              |              |              |  |                |             |             |             |             |                |       |        |        |
|  | Zenit              | Chelsea (s)        | 1 (4)              | 3                  | 0     | 3         |              |              |              |              |  |                |             |             |             |             |                |       |        |        |
|  | Zenit              |                    |                    | 3                  | 0     | 3         |              |              |              |              |  |                |             |             |             |             |                |       |        |        |
|  | Benfica            | 2                  | 2                  | 4                  |       |           |              |              |              |              |  |                |             |             |             |             |                |       |        |        |
|  | Benfica            | 2                  | 2                  | 4                  |       | Benfica   | 0            | 1            | 1            |              |  |                |             |             |             |             |                |       |        |        |
|  |                    |                    |                    |                    |       | Benfica   | 0            | 1            | 1            |              |  |                |             |             |             |             |                |       |        |        |
|  |                    | Chelsea            | 1                  | 2                  | 3     |           |              |              |              |              |  |                |             |             |             |             |                |       |        |        |
|  | Napoli             | Chelsea            | 1                  | 2                  | 3     | 3         | 1            | 4            |              |              |  |                |             |             |             |             |                |       |        |        |
|  | Napoli             |                    |                    |                    |       | 3         | 1            | 4            |              |              |  |                |             |             |             |             |                |       |        |        |
|  | Chelsea (efs.)     | 1                  | 4                  | 5                  |       |           |              |              |              |              |  |                |             |             |             |             |                |       |        |        |
|  | Chelsea (efs.)     | 1                  | 4                  | 5                  |       |           |              |              |              |              |  | Chelsea        | 1           | 2           | 3           |             |                |       |        |        |
|  |                    |                    |                    |                    |       |           |              |              |              |              |  | Chelsea        | 1           | 2           | 3           |             |                |       |        |        |
|  |                    | Barcelona          | 0                  | 2                  | 2     |           |              |              |              |              |  |                |             |             |             |             |                |       |        |        |
|  | AC Milan           | Barcelona          | 0                  | 2                  | 2     | 4         | 0            | 4            |              |              |  |                |             |             |             |             |                |       |        |        |
|  | AC Milan           |                    |                    |                    |       | 4         | 0            | 4            |              |              |  |                |             |             |             |             |                |       |        |        |
|  | Arsenal            | 0                  | 3                  | 3                  |       |           |              |              |              |              |  |                |             |             |             |             |                |       |        |        |
|  | Arsenal            | 0                  | 3                  | 3                  |       | AC Milan  | 0            | 1            | 1            |              |  |                |             |             |             |             |                |       |        |        |
|  |                    |                    |                    |                    |       | AC Milan  | 0            | 1            | 1            |              |  |                |             |             |             |             |                |       |        |        |
|  |                    | Barcelona          | 0                  | 3                  | 3     |           |              |              |              |              |  |                |             |             |             |             |                |       |        |        |
|  | Bayer Leverkusen   | Barcelona          | 0                  | 3                  | 3     | 1         | 1            | 2            |              |              |  |                |             |             |             |             |                |       |        |        |
|  | Bayer Leverkusen   |                    |                    |                    |       | 1         | 1            | 2            |              |              |  |                |             |             |             |             |                |       |        |        |
|  | Barcelona          | 3                  | 7                  | 10                 |       |           |              |              |              |              |  |                |             |             |             |             |                |       |        |        |

## Ottendedelsfinaler
| Hold 1                | Samlet           | Hold 2         | 1. kamp | 2. kamp       |
| --------------------- | ---------------- | -------------- | ------- | ------------- |
| Lyon                  | 1 – 1 Str. 3 - 4 | APOEL          | 1 - 0   | 0 - 1         |
| Bayer Leverkusen      | 2 – 10           | Barcelona      | 1 - 3   | 1 - 7         |
| Zenit Skt. Petersborg | 3 – 4            | Benfica        | 3 - 2   | 0 - 2         |
| Milan                 | 4 – 3            | Arsenal        | 4 - 0   | 0 - 3         |
| CSKA Moskva           | 2 – 5            | Real Madrid    | 1 - 1   | 1 - 4         |
| Napoli                | 4 – 5            | Chelsea        | 3 - 1   | 1 - 4 (e.f.s) |
| Marseille             | (a)2 – 2         | Internazionale | 1 - 0   | 1 - 2         |
| Basel                 | 1 – 7            | Bayern München | 1 - 0   | 0 - 7         |

### Første kamp
| 14. februar 2012 20:45 |

| Lyon          | 1 – 0 | APOEL |
| ------------- | ----- | ----- |
| Lacazette 58' |       |       |

| Stade de Gerland, Lyon Tilskuere: 32.010 Dommer: Paolo Tagliavento (Italien) |

| 14. februar 2012 20:45 |

| Bayer Leverkusen | 1 – 3 | Barcelona                     |
| ---------------- | ----- | ----------------------------- |
| Kadlec 52'       |       | Sánchez 41, 55' · Messi 88' · |

| BayArena, Leverkusen Tilskuere: 29.412 Dommer: Craig Thomson (Skotland) |

| 15. februar 2012 18:00 |

| Zenit Skt. Petersborg        | 3 – 2 | Benfica                          |
| ---------------------------- | ----- | -------------------------------- |
| Shirokov 27, 88' · Semak 71' |       | Maxi Pereira 21' · Cardozo 87' · |

| Petrovsky Stadion, Sankt Petersborg Tilskuere: 18.200 Dommer: Jonas Eriksson (Sverige) |

| 15. februar 2012 20:45 |

| Milan                                                  | 4 – 0 | Arsenal |
| ------------------------------------------------------ | ----- | ------- |
| Boateng 15' · Robinho 38, 49' · Ibrahimović 79' (str.) |       |         |

| San Siro, Milano Tilskuere: 64.462 Dommer: Viktor Kassai (Ungarn) |

| 21. februar 2012 18:00 |

| CSKA Moskva     | 1 – 1 | Real Madrid      |
| --------------- | ----- | ---------------- |
| Wernbloom 90+3' |       | C. Ronaldo 28' · |

| Luzhniki Stadion, Moskva Tilskuere: 70.000 Dommer: Björn Kuipers (Holland) |

| 21. februar 2012 20:45 |

| Napoli                         | 3 – 1 | Chelsea    |
| ------------------------------ | ----- | ---------- |
| Lavezzi 38, 65' · Cavani 45+2' |       | Mata 27' · |

| Stadio San Paolo, Napoli Tilskuere: 52.495 Dommer: Carlos Velasco Carballo (Spanien) |

| 22. februar 2012 20:45 |

| Marseille     | 1 – 0 | Internazionale |
| ------------- | ----- | -------------- |
| A. Ayew 90+3' |       |                |

| Stade Vélodrome, Marseille Tilskuere: 37.646 Dommer: Cüneyt Çakır (Tyrkiet) |

| 22. februar 2012 20:45 |

| Basel       | 1 – 0 | Bayern München |
| ----------- | ----- | -------------- |
| Stocker 86' |       |                |

| St. Jakob-Park, Basel Tilskuere: 36.000 Dommer: Nicola Rizzoli (Italien) |

### Returkamp
| 6. marts 2012 20:45 |

| Benfica                             | 2 – 0 | Zenit Skt. Petersborg |
| ----------------------------------- | ----- | --------------------- |
| Maxi Pereira 45+1' · Oliveira 90+3' |       |                       |

| Estádio da Luz, Lissabon Tilskuere: 48.909 Dommer: Howard Webb (England) |

Benfica vinder 4-3 samlet
| 6. marts 2012 20:45 |

| Arsenal                                            | 3 – 0 | Milan |
| -------------------------------------------------- | ----- | ----- |
| Koscielny 7' · Rosický 26' · van Persie 43' (str.) |       |       |

| Emirates Stadium, London Tilskuere: 59.973 Dommer: Damir Skomina (Slovenien) |

AC Milan vinder 4-3 samlet
| 7. marts 2012 20:45 |

| APOEL      | 1 – 0 | Lyon |
| ---------- | ----- | ---- |
| Manduca 9' |       |      |

| GSP Stadion, Nicosia Tilskuere: 22.701 Dommer: Alberto Undiano Mallenco (Spanien) |

|                                     |       | Straffesparkskonkurrence                  |  |
| Aílton Morais Alexandrou Tričkovski | 4 – 3 | Källström Lisandro Gomis Lacazette Bastos |  |

Kampen ender 1 – 1 samlet. APOEL vinder 4 – 3 efter straffesparkskonkurrence
| 7. marts 2012 20:45 |

| Barcelona                                 | 7 – 1 | Bayer Leverkusen  |
| ----------------------------------------- | ----- | ----------------- |
| Messi 25, 43, 49, 58, 85' · Tello 55, 62' |       | Bellarabi 90+1' · |

| Camp Nou, Barcelona Tilskuere: 75.632 Dommer: Svein Oddvar Moen (Norge) |

Barcelona vinder 10-2 samlet
| 13. marts 2012 20:45 |

| Internazionale                    | 2 – 1 | Marseille       |
| --------------------------------- | ----- | --------------- |
| Milito 75' · Pazzini 90+6' (str.) |       | Brandão 90+2' · |

| Stadio Giuseppe Meazza, Milano Tilskuere: 62.632 Dommer: Pedro Proença (Portugal) |

Samlet 2-2. Marseille vinder på reglen om udebanemål.
| 13. marts 2012 20:45 |

| Bayern München                                         | 7 – 0 | Basel |
| ------------------------------------------------------ | ----- | ----- |
| Robben 11',81' · Müller 42' · Gómez 44', 50', 61', 67' |       |       |

| Allianz Arena, München Tilskuere: 66.000 Dommer: Mark Clattenburg (England) |

Bayern München vinder samlet 7-1.
| 14. marts 2012 20:45 |

| Chelsea                                                     | 4 – 1 (e.f.s.) | Napoli      |
| ----------------------------------------------------------- | -------------- | ----------- |
| Drogba 29' · Terry 47' · Lampard 75' (str.) · Ivanović 105' |                | Inler 55' · |

| Stamford Bridge, London Tilskuere: 37.784 Dommer: Felix Brych (Tyskland) |

Chelsea vinder samlet 5-4 efter forlænget spilletid.
| 14. marts 2012 20:45 |

| Real Madrid                                    | 4 – 1 | CSKA Moskva |
| ---------------------------------------------- | ----- | ----------- |
| Higuaín 26' · Ronaldo 55', 90+4' · Benzema 70' |       | Tošić 77' · |

| Santiago Bernabéu Stadion, Madrid Tilskuere: 70.000 Dommer: Stéphane Lannoy (Frankrig) |

Real Madrid vinder samlet 5-2.

## Kvartfinaler
| Hold 1    | Samlet | Hold 2         | 1. kamp | 2. kamp |
| --------- | ------ | -------------- | ------- | ------- |
| APOEL     | 2 - 8  | Real Madrid    | 0 - 3   | 2 - 5   |
| Marseille | 0 - 4  | Bayern München | 0 - 2   | 0 - 2   |
| Benfica   | 1 - 3  | Chelsea        | 0 - 1   | 1 - 2   |
| Milan     | 1-3    | Barcelona      | 0 - 0   | 1 - 3   |

### Første kamp
| 27. marts 2012 20:45 |

| APOEL | 0 – 3 | Real Madrid                  |
| ----- | ----- | ---------------------------- |
|       |       | Benzema 74, 90' · Kaká 82' · |

| GSP Stadium, Nicosia Tilskuere: 22.385 Dommer: Felix Brych (Tyskland) |

| 27. marts 2012 20:45 |

| Benfica | 0 – 1 | Chelsea     |
| ------- | ----- | ----------- |
|         |       | Kalou 75' · |

| Estádio da Luz, Lissabon Tilskuere: 60.830 Dommer: Paolo Tagliavento (Italien) |

| 28. marts 2012 20:45 |

| Marseille | 0 – 2   | Bayern München           |
| --------- | ------- | ------------------------ |
|           | Rapport | Gómez 44' · Robben 69' · |

| Stade Vélodrome, Marseille Tilskuere: 31.683 Dommer: Carlos Velasco Carballo (Spanien) |

| 28. marts 2012 20:45 |

| Milan | 0 – 0   | Barcelona |
| ----- | ------- | --------- |
|       | Rapport |           |

| San Siro, Milano Tilskuere: 76.169 Dommer: Jonas Eriksson (Sverige) |

### Returkamp
| 3. april 2012 20:45 |

| Bayern München | 2 – 0   | Marseille |
| -------------- | ------- | --------- |
| Olić 13, 37'   | Rapport |           |

| Allianz Arena, München Tilskuere: 66.000 Dommer: Svein Oddvar Moen (Norge) |

Bayern München vinder samlet 4-0
| 3. april 2012 20:45 |

| Barcelona                                 | 3 – 1   | Milan          |
| ----------------------------------------- | ------- | -------------- |
| Messi 11' (str.) 41' (str.) · Iniesta 53' | Rapport | Nocerino 32' · |

| Camp Nou, Barcelona Tilskuere: 94.629 Dommer: Björn Kuipers (Holland) |

Barcelona vinder samlet 3-1
| 4. april 2012 20:45 |

| Real Madrid                                               | 5 – 2   | APOEL                              |
| --------------------------------------------------------- | ------- | ---------------------------------- |
| Ronaldo 26', 75' · Kaká 37' · Callejón 80' · di Maríà 84' | Rapport | Manduca 67' · Scolari 82' (str.) · |

| Estadio Santiago Bernabéu, Madrid Tilskuere: 70.000 Dommer: Gianluca Rocchi (Italien) |

| 4. april 2012 20:45 |

| Chelsea                             | 2 – 1   | Benfica           |
| ----------------------------------- | ------- | ----------------- |
| Lampard 21' (str.) · Meireles 90+2' | Rapport | Javi García 85' · |

| Stamford Bridge, London Tilskuere: 37.264 Dommer: Damir Skomina (Slovenien) |

## Semifinaler
Første kamp bliver spillet den 17. og 18. april, og returkampene er den 24. og 25. april.
| Hold 1         | Samlet | Hold 2      | 1. kamp | 2. kamp   |
| -------------- | ------ | ----------- | ------- | --------- |
| Bayern München | Samlet | Real Madrid | 2 - 1   | 25. april |
| Chelsea        | 3 - 2  | Barcelona   | 1 - 0   | 2 - 2     |

### Første kamp
| 17. april 2012 20:45 |

| Bayern München         | 2 – 1   | Real Madrid |
| ---------------------- | ------- | ----------- |
| Ribéry 17' · Gómez 90' | Rapport | Özil 53' ·  |

| Allianz Arena, München Tilskuere: 66.000 Dommer: Howard Webb (England) |

| 18. april 2012 20:45 |

| Chelsea      | 1 – 0   | Barcelona |
| ------------ | ------- | --------- |
| Drogba 45+2' | Rapport |           |

| Stamford Bridge, London Tilskuere: 38.039 Dommer: Felix Brych (Tyskland) |

### Returkamp
| 24. april 2012 20:45 |

| Barcelona                  | 2 – 2   | Chelsea                        |
| -------------------------- | ------- | ------------------------------ |
| Busquets 35' · Iniesta 43' | Rapport | Ramires 45+1' · Torres 90+2' · |

| Camp Nou, Barcelona Tilskuere: 95.845 Dommer: Cüneyt Çakır (Tyrkiet) |

Chelsea vinder 3-2 samlet
| 25. april 2012 20:45 |

| Real Madrid           | 2 – 1   | Bayern München            |
| --------------------- | ------- | ------------------------- |
| Ronaldo 6' 14' (str.) | Rapport | Arjen Robben 27' (str.) · |

| Estadio Santiago Bernabéu, Madrid Tilskuere: 71.654 Dommer: Viktor Kassai (Ungarn) |

|                           |       | Straffesparkskonkurrence              |  |
| Ronaldo Kaká Alonso Ramos | 1 – 3 | Alaba Gómez Kroos Lahm Schweinsteiger |  |

Kampen ender 3-3 samlet, Bayern München vinder 3-1 efter straffesparkskonkurrence

## Finalen
Finalen blev spillet den 19. maj 2012 på Allianz Arena i München, Tyskland.
| 19. maj 2012 20:45 |

| Bayern München | 1 – 1   | Chelsea      |
| -------------- | ------- | ------------ |
| Müller 83'     | Rapport | Drogba 88' · |

| Allianz Arena, München Tilskuere: 62.500 Dommer: Pedro Proença (Portugal) |

|                                      |       | Straffesparkskonkurrence      |  |
| Lahm Gomez Neuer Olic Schweinsteiger | 1 – 3 | Mata Luiz Lampard Cole Drogba |  |